# Pedicia zernyi
Pedicia zernyi är en tvåvingeart som först beskrevs av Paul Lackschewitz 1940.  Pedicia zernyi ingår i släktet Pedicia och familjen hårögonharkrankar. Inga underarter finns listade i Catalogue of Life.